# تصویر آینه‌ای

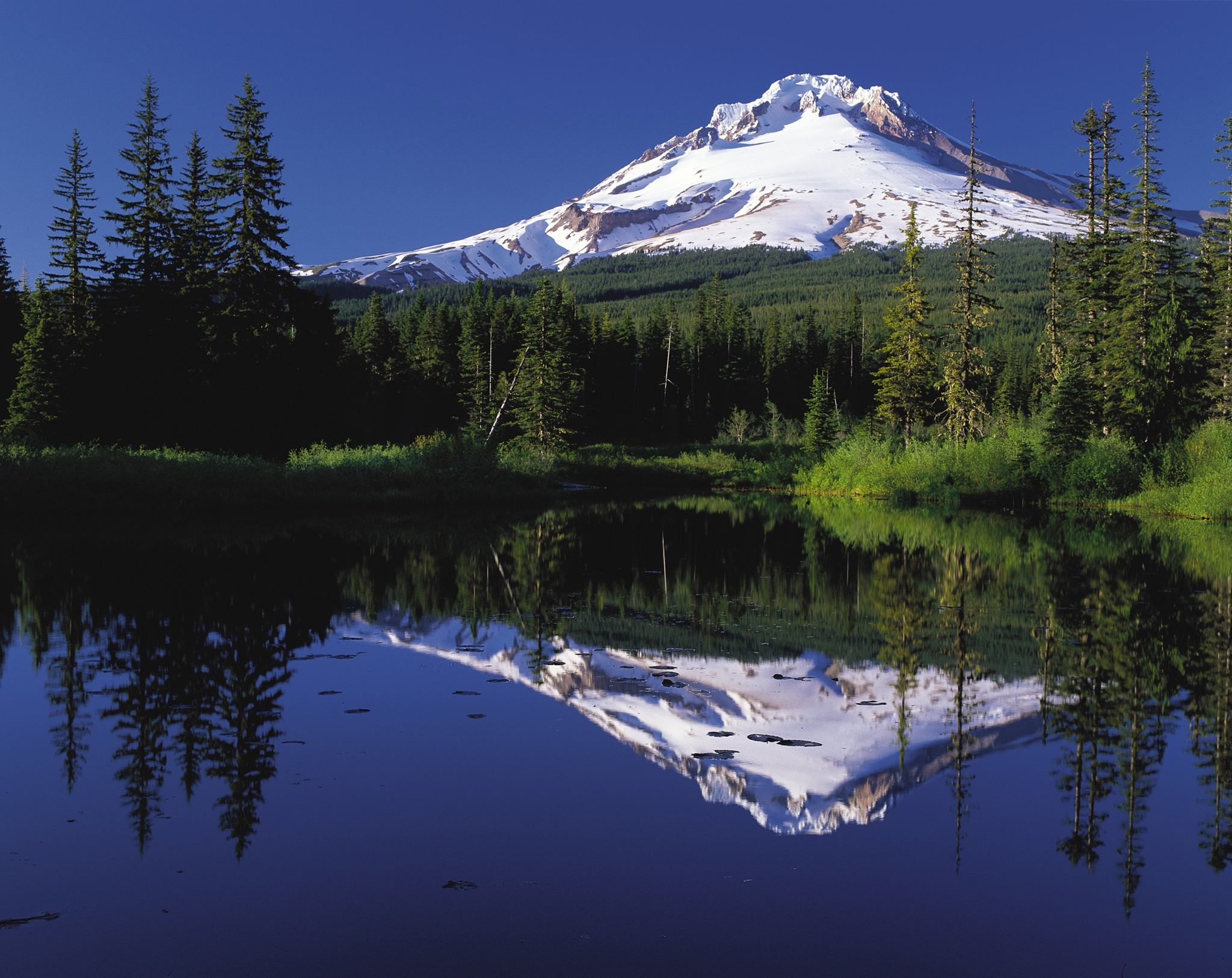
انعکاس تصویر آینه‌ای کوه هود در دریاچه میرور در اورگن.

تصویر آینه‌ای (انگلیسی: Mirror image)، (در یک آینه مسطح) تکرار منعکس شده‌ای از یک شیء است که تقریباً با آن یکسان به‌نظر می‌رسد، اما در جهت عمود بر سطح آینه معکوس شده‌است. به عنوان یک اثر نوری از بازتاب منظم از اجسامی مانند آینه یا آب حاصل می‌شود. تصویر آینه‌ای همچنین مفهومی در هندسه است و می‌تواند به عنوان یک فرایند مفهوم سازی برای ساختارهای سه‌بعدی استفاده شود.

## در هندسه و اپتیک هندسی
در هندسه، تصویر آینه‌ای یک شیء یا شکل دو بعدی، تصویر مجازی آن شیء است که توسط انعکاس در یک آینهٔ مسطح تشکیل شده؛ که با اندازهٔ یکسان با شیء اصلی است، اما متفاوت است، مگر این‌که آن جسم یا شکل دارای تقارن بازتاب باشد (که به عنوان یک تقارن P نیز شناخته می‌شود).
تصویرهای آینه‌ای دو بعدی در بازتاب آینه‌ها یا دیگر سطح‌های بازتابنده یا در یک سطح چاپ شده دیده می‌شوند. در نگاه به شیئی که عمدتاً دو بعدی است (مانند یک نوشته) اگر سپس آن را به سمت یک آینه بچرخانیم، شیء با عبور از یک زاویهٔ ۱۸۰ درجه، تصویر با یک چرخش به چپ - راست در آینه دیده می‌شود. در این مثال، این تغییر در جهت) است، نه تغییر تصویر در خود آینه، که منجر به معکوس دیده‌شدن آن نوشته شده‌است. مثال دیگر زمانی است که ما با پشت به آینه و رو به شیئی که آن‌هم در مقابل آینه قرار دارد می‌ایستیم. سپس با جابجایی ۱۸۰ درجه‌ای خود به سمت آینه، شیء را با بازتاب آن مقایسه می‌کنیم. با توجه به تغییر در جهت‌گیری، دوباره به چپ - راست می‌رسیم؛ بنابراین، در این نمونه‌ها، آینه در واقع باعث تغییر مشاهده شده نمی‌شود.